# Bélafalva
Bélafalva (románul Belani) falu Romániában Kovászna megyében, Kézdivásárhelytől 12 km-re északkeletre. Közigazgatásilag Kézdiszentkereszt községhez tartozik.

## Története
1536-ban Byelafalva néven említik. Szent Adalbertnek szentelt római katolikus temploma a 15. század végén épült. Csűrmúzeumát Orbán Lázár helytörténész alapította. 1910-ben 719 magyar lakosa volt. A trianoni békeszerződésig Háromszék vármegye Kézdi járásához tartozott. 1992-ben 474 lakosából 473 magyar és 1 román volt.

## Híres emberek
- Itt született 1825-ben Tuzson János '48-as honvédőrnagy, majd alezredes, több székelyföldi csata hőse.
- Itt született 1885-ben Fekete János gelencei plébános, szentszéki tanácsos, kézdiorbai főesperes, az Erdélyi Szépmíves Céh alapító tagja. Az 50-es években koholt vádak alapján letartóztatták, börtönökbe és munkatáborokba hurcolták, ahol 1952-ben mártír halált halt.

Rövid életrajzát felterjesztették a Szentszékhez a 20. század új vértanúi névsorába. A Gyulafehérvári Főegyházmegyei Hatóság 2003. január 13-án beindította az egyházmegyei vizsgálatot.